# Andy Preciado
Andy Federico Preciado Madrigal (né le 12 octobre 1997 à Palestina, Cantón San Lorenzo) est un athlète équatorien, spécialiste du décathlon.
Il établit un record national de 7 528 points à Cuenca (Estadio J. Pérez), le 21 mai 2017. Il l'améliore pour remporter le titre de champion sud-américain de 2021 à Guayaquil avec 8004 points, autre record national.

## Palmarès
| Date | Compétition                    | Lieu      | Résultat | Marque    |
| ---- | ------------------------------ | --------- | -------- | --------- |
| 2021 | Championnats d'Amérique du Sud | Guayaquil | 1er      | 8 004 pts |
| 2024 | Championnats ibéro-américains  | Cuiabá    | 1er      | 7 913 pts |